# Conrad Platzmann (Kaufmann, 1775)
Conrad Platzmann (* 10. Oktober 1775 in Lübeck; † 25. Oktober 1838 ebenda) war ein deutscher Kaufmann und Ratsherr der Hansestadt Lübeck.

## Leben

Rokoko-Palais Königstraße 42, abgerissen 1892

Platzmann war Sohn des Lübecker Kaufmanns Conrad Platzmann (Kaufmann, 1749) und Teilhaber der väterlichen Firma C. Platzmann Söhne. 1811 wurde er in der Lübecker Franzosenzeit Mitglied der Handelskammer und des Lübecker Munizipalrats. Als Ältermann der Schonenfahrer wurde er 1822 in den Rat der Stadt gewählt, wo er sich als Ratsherr besonders in der Kommission für Handel und Schiffahrt betätigte.
Platzmann vertrat seit 1803, wie auch sein Vater, die konsularischen Interessen Preußens in Lübeck als Vizekonsul. Er bewohnte das seitens seiner aus Magdeburg stammenden Frau Marianne, geb. Schwartz, von ihrem Großonkel Etienne Gaillard ererbte Palais Königstraße 42, erbaut 1752 für Hieronymus von Küsel und 1892 mit einem Reichsbankgebäude neu überbaut.